# The Living End (gruppo musicale)
The Living End sono un gruppo australiano proveniente da Melbourne, formatosi nel 1994.

## Formazione

### Formazione attuale
- Chris Cheney - chitarra e voce solista
- Scott Owen - contrabbassista/voce
- Andy Strachan - batteria/voce

### Ex componenti
- Travis Demsey - batteria (1996-2002)
- Joe Piripitzi - batteria (1994-1996)

## Discografia

### Album in studio
- 1998 - The Living End
- 2001 - Roll On
- 2003 - Modern Artillery
- 2006 - State of Emergency
- 2008 - White Noise
- 2011 - The Ending Is Just the Beginning Repeating
- 2016 - Shift
- 2018 - Wunderbar

### Raccolte
- 2004 - From Here on In: The Singles 1997-2004
- 2008 - Rarities
- 2014 - Blow Your Loudspeaker

### EP
- 1995 - Hellbound
- 1996 - It's for Your Own Good
- 1997 - Second Solution / Prisoner of Society
- 1999 - Best of the B-Sides
- 2000 - The Juice
- 2004 - Four on the Floor

### Singoli
| Anno | Titolo                                              | Album                                      |
| ---- | --------------------------------------------------- | ------------------------------------------ |
| 1996 | From Here on In - radio release                     | It's For Your Own Good                     |
| 1997 | Prisoner of Society                                 | The Living End                             |
| 1998 | Tainted Love (live) - radio release                 | The Living End                             |
| 1998 | Save the Day                                        | The Living End                             |
| 1998 | All Torn Down                                       | The Living End                             |
| 1997 | Second Solution                                     | The Living End                             |
| 1999 | Trapped                                             | The Living End                             |
| 1999 | West End Riot                                       | The Living End                             |
| 2000 | Pictures in the Mirror                              | Roll On                                    |
| 2000 | Roll On                                             | Roll On                                    |
| 2001 | Dirty Man                                           | Roll On                                    |
| 2001 | Carry Me Home - radio release                       | Roll On                                    |
| 2002 | One Said to the Other                               | MODERN ARTillery                           |
| 2002 | What Would You Do? - radio release                  | MODERN ARTillery                           |
| 2003 | Who's Gonna Save Us?                                | MODERN ARTillery                           |
| 2003 | Tabloid Magazine                                    | MODERN ARTillery                           |
| 2004 | I Can't Give You What I Haven't Got - radio release | From Here on In                            |
| 2005 | What's on Your Radio?                               | State of Emergency                         |
| 2006 | Wake Up                                             | State of Emergency                         |
| 2006 | Long Live the Weekend                               | State of Emergency                         |
| 2006 | Nothing Lasts Forever                               | State of Emergency                         |
| 2007 | Rising Sun - radio release                          | Standing on the Outside                    |
| 2008 | White Noise - radio release                         | White Noise                                |
| 2008 | Moment in the Sun                                   | White Noise                                |
| 2011 | The Ending Is Just the Beginning Repeating          | The Ending Is Just the Beginning Repeating |
| 2011 | Moment in the Sun                                   | The Ending Is Just the Beginning Repeating |
| 2011 | Song for the Lonely                                 | The Ending Is Just the Beginning Repeating |
| 2016 | Keep On Running                                     | Shift                                      |
| 2016 | Staring Down the Barrel                             | Shift                                      |
| 2018 | Don't Lose It                                       | Wunderbar                                  |

### DVD
- 2004 - From Here on In: The DVD 1997-2004
- 2006 - Live At Festival Hall

### Video musicali
- 1997 - Prisoner of Society (Aus)
- 1997 - Second Solution
- 1998 - Save the Day
- 1998 - Prisoner of Society (USA)
- 1998 - All Torn Down
- 1998 - West End Riot
- 2000 - Pictures in the Mirror
- 2000 - Roll On (2 video per questo singolo)
- 2001 - Dirty Man
- 2002 - One Said to the Other
- 2003 - Who's Gonna Save Us? (2 video per questo singolo)
- 2004 - Tabloid Magazine
- 2004 - I Can't Give You What I Haven't Got
- 2005 - What's On Your Radio?
- 2006 - Wake Up
- 2006 - Long Live the Weekend
- 2006 - Nothing Lasts Forever
- 2007 - Rising Sun
- 2008 - White Noise

### Apparizioni in compilation
- 2001 - Warped Tour 2001 Tour Compilation